# Soterramento por grãos

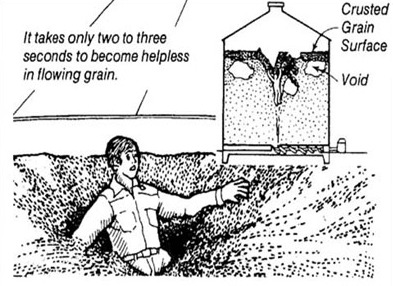
Ilustração da Occupational Safety and Health Administration (EUA) de um soterramento por grãos

O soterramento por grãos ocorre quando uma pessoa fica submersa em grãos e não consegue sair sem ajuda. Isso ocorre com mais freqüência em instalações de armazenamento, como silos ou elevadores de grãos, mas pode ocorrer em qualquer grande quantidade de grãos, mesmo em pilhas isoladas ao ar livre. Geralmente, grãos instáveis entram em colapso repentinamente, enterrando total ou parcialmente os trabalhadores que possam estar dentro dele. Pode ocorrer apenas como um aprisionamento, quando as vítimas estão parcialmente submersas, mas não conseguem se remover; ou com um soterramento, quando elas são completamente coberta pelos grãos. O soterramento tem uma taxa de mortalidade muito alta.

## Causas
Em algumas instalações de manuseio de grãos, os funcionários pisoteiam os grãos para acelerar o fluxo de grãos que saem pelo fundo dos silos ou elevadores. Esta é a causa mais comum de aprisionamento de grãos. Também pode ser necessário entrar em uma instalação de armazenamento de grãos para remover grãos úmidos e aglomerados (geralmente devido à deterioração precoce) presos nas paredes. Também ocorreram soterramento de crianças em veículos de transporte de grãos, ou daqueles que estavam próximos quando o grão é liberado de uma instalação de armazenamento ou próximo a grandes pilhas de grãos.:5–6
Trabalhadores no grão podem ficar presos de três maneiras diferentes. Uma superfície aparentemente estável pode, de fato, ser uma "ponte de grãos" sobre uma área onde há um vácuo. Uma massa vertical de grãos contra uma parede pode repentinamente ceder. O grão em movimento não suporta o peso de uma pessoa média.
Uma vez que o aprisionamento começa, acontece muito rapidamente, devido à sucção do grão; metade de todas as vítimas aprisionadas acaba soterrada. Um corpo humano em grãos leva apenas alguns segundos para afundar, minutos para sufocar e horas para ser localizado. Corpos recuperados mostraram sinais de traumatismo contuso do impacto do grão; uma vítima foi encontrada tendo a mandíbula deslocada.
No entanto, a sufocação não do peso do grão, e sim do próprio grão.:8 Se as vias aéreas da vítima permanecerem desobstruídas, ou se ela encontrar um bolsão de ar dentro do grão, ela poderá continuar respirando e ser resgatada. Em um exemplo, uma pessoa presa foi capaz de sobreviver por três horas.

## Resgate
Vários fatores complicam o resgate das vítimas de soterramento, mesmo que suas cabeças permaneçam acima dos grãos. A maioria das instalações de armazenamento e manuseio de grãos está localizada em áreas rurais, muitas vezes distantes de equipes de resgate treinadas, como serviços de incêndio ou de ambulância. Eles também são espaços confinados, representando riscos para os socorristas..
O principal deles é o ar dentro dessas instalações. Gases tóxicos, como dióxido de carbono ou óxidos de nitrogênio, são liberados por grãos estragados. Eles podem causar asfixia em concentrações grandes o suficiente e sem ventilação adequada da área. A poeira também pode ter bolores ou esporos que podem ser tóxicos:6 ou causar reações alérgicas.:10 Há, pelo menos, um caso documentada de um socorrista que precisou de tratamento como resultado de tal inalação; os socorristas são orientados a usar pelo menos máscaras contra poeira, ou até mesmo um aparelho respiratório autônomo.:10
Assim que ocorre um soterramento, além de notificar imediatamente os serviços de emergência locais, os trabalhadores da instalação devem desligar qualquer coisa que cause movimento no grão e fechar qualquer saída. O ventilador de aeração deve ser ligado para melhorar a ventilação, mas sem ativar qualquer fonte de calor. Os socorristas devem sempre tomar cuidado para não piorar a situação, ou tomar medidas que resultem em eles próprios ficando aprisionados ou soterrados. Eles devem usar equipamentos de segurança adequados, como linhas de vida. Não mais do que dois devem andar na superfície do grão a qualquer momento.:11
Extremos de temperatura podem causar problemas tanto para o resgate quanto para as vítimas. O grão armazenado é mantido fresco por um sopro constante de ar seco sobre ele. Isso, combinado com qualquer umidade no grão, pode resfriar seu núcleo a temperatura em torno de -1 °C, criando um risco de hipotermia para a vítima, especialmente uma totalmente soterrada.:12  Por outro lado, o ar dentro do silo pode ser mais quente do que o normal devido ao calor liberado pelos grãos em decomposição, à falta de ventilação externa (especialmente em dias quentes) e a qualquer atividade de resgate; existe um risco de intermação para aqueles que tentam libertar a vítima.:9
Mesmo que uma vítima viva esteja amarrada por uma corda, ela não pode ser removida dessa maneira. O grão cria um atrito que resiste à força usada para retirá-lo. São necessários 180 kg de força para levantar uma vítima enterrada até a cintura; a remoção de um ser humano completamente preso em grão necessita de 410 kg. Ambas as quantidades estão acima do nível que pode causar lesões permanentes na coluna vertebral.
Os resgates de uma vítima presa geralmente envolvem a construção de muros de contenção improvisados no grão com madeira compensada, folha de metal, lonas, ou qualquer outro material similar disponível. Uma vez feito isso, o próximo passo é criar o equivalente a uma ensecadeira dentro do grão a partir do qual o grão pode ser removido manualmente, pá, vácuo de grãos ou outro equipamento de extração.Embora algumas dessas técnicas tenham sido usadas para recuperar suas vítimas ou seus corpos também, também é comum tentar cortar um buraco na lateral da instalação de armazenamento; iisso requer consultar um engenheiro para garantir que ele possa ser feito sem comprometer a integridade estrutural da instalação.:10 

## Prevenção
A melhor maneira de evitar soterramentos por grãos é armazenando os grãos corretamente. Se mantido no nível de umidade adequado de 14% ou menos e protegido dos elementos, ele não formará o tipo de aglomerados que criam pontes de grãos ou outras áreas com densidade desigual. Soterramentos são mais comuns quando o grão está podre.:12 Remover um pouco dos grãos depois que a instalação foi preenchida também reduz os riscos, já que isso retira os grãos quebrados e menores, onde os insetos tendem a crescer.:14
Políticas rigorosas sobre como entrar na área onde o grão é armazenado evitam ainda mais os soterramentos. Os trabalhadores nunca devem ficar sozinhos, mas se precisarem, devem ter um rádio ou celular para se comunicar. Sinais indicando o perigo potencial devem ser afixados na entrada, e quem não tiver um bom motivo para estar no grão nunca deve estar lá.:12
Recomenda-se que os funcionários que entrem nas instalações de grãos estejam amarrados a uma linha de vida, que um outro funcionário esteja designado para observá-los e que eles tenham equipamento adequado para a tarefa. As vezes é comum ter uma linha de vida permanente no interior da instalação de armazenamento. Isso não é considerado eficaz, dado que a sucção do grão muitas vezes puxa a vítima sob a superfície muito rápido para que ela possa alcançá-la, e a maioria não está segura com firmeza suficiente para não romper-se sob a carga.:12

## Tendências estatísticas
No Brasil, um levantamento feito pela BBC News revela que, desde 2009, ao menos 106 pessoas morreram em silos de grãos no país, a grande maioria por soterramento. 2017 foi o ano mais mortífero, com 24 ocorrências, alta de 140% em relação ao ano anterior.
Os estados  brasileiros com maior número de soterramento são Mato Grosso (com 28), Paraná (20), Rio Grande do Sul (16) e Goiás (9), os mesmos que lideram o ranking de produção de grãos. No entanto, houve mortes em 13 estados, em todas as regiões do país.
Sorriso e Canarana, ambas no Mato Grosso, foram as cidades que mais registraram mortes em silos, com sete casos cada.

## Na cultura popular
- No filme de 1985 A Testemunha, o personagem de Harrison Ford, John Book, leva um policial corrupto que o está caçando até um silo de grãos, onde ele é enterrado em grãos.
- No filme de 1971 Le Casse,  o ladrão de jóias Azad enterra seu inimigo, o policial corrupto Zacharia, em grãos.
- No filme de 2015 A Vingança Está na Moda, o personagem de Liam Hemsworth, "Teddy", sufoca em um silo cheio de sorgo.
- No filme de 2017 Jigsaw, duas das vítimas de Jigsaw estão trancadas em um silo de grãos e são rapidamente soterradas pelos grãos enquanto objetos afiados caem no silo.
- No filme de 2018 filme Um Lugar Silencioso, as crianças lutam para evitar ficarem presas em grãos de milho em um silo enquanto se escondem das criaturas antagonistas do filme.